# Campoalbillo (Albacete)
Campoalbillo es una localidad y pedanía española perteneciente al municipio de Fuentealbilla, en la provincia de Albacete, dentro de la comunidad autónoma de Castilla-La Mancha.

## Demografía
Evolución de la población
| Gráfica de evolución demográfica de Campoalbillo entre 2000 y 2017 |
|                                                                    |
| Población de derecho (2000-2017) según el padrón municipal del INE |